# Stumpfenschneidmühle
Stumpfenschneidmühle ist ein Gemeindeteil der Stadt Wallenfels im Landkreis Kronach (Oberfranken, Bayern).

## Geographie
Die Einöde liegt im tief eingeschnittenen Tal der Wilden Rodach. Sie ist mittlerweile als Ortsstraße Stumpfmühle aufgegangen, die zum Gewerbegebiet Wallenfels-West zählt. Unmittelbar nördlich befindet sich der ehemalige Stollen am Silberberg, der als Geotop ausgezeichnet ist. Die Ortsstraße führt zur Bundesstraße 173.

## Geschichte
Die Sägemühle an der Wilden Rodach arbeitete das von der Forstwirtschaft angelieferte Rundholz auf. Gegen Ende des 18. Jahrhunderts gehörte der Ort Stumpfenschneidmühle zu Wallenfels. Das Hochgericht übte das bambergische Centamt Wallenfels aus. Das Vogteiamt Wallenfels war der Grundherr der Schneidmühle.
Mit dem Gemeindeedikt wurde Stumpfenschneidmühle dem 1808 gebildeten Steuerdistrikt Wallenfels und der 1818 gebildeten Ruralgemeinde Wallenfels zugewiesen.

### Einwohnerentwicklung
| Jahr      | 001818 | 001861 | 001871 | 001885 | 001900 | 001925 | 001950 | 001961 | 001970 | 001987 |
| Einwohner |        | 5      | 7      | 5      | 8      | 3      | 7      | 3      | 0      | 0      |
| Häuser    | 1      |        |        | 1      | 1      | 1      | 1      | 1      |        | 1      |
| Quelle    | [ 5 ]  | [ 7 ]  | [ 8 ]  | [ 9 ]  | [ 10 ] | [ 11 ] | [ 12 ] | [ 13 ] | [ 14 ] | [ 1 ]  |

## Religion
Der Ort ist römisch-katholisch geprägt und nach St. Thomas (Wallenfels) gepfarrt.